# Djupedals fornborgar
Djupedals fornborgar syftar på två fornborgar i Djupedal på Hisingen, Göteborg, som är belägna på upp till 120 meter över havet. Numera återstår rester av murarna. Det finns stigar och skyltar som beskriver lämningarna. Området kan nås via Tolsereds 4H-gård.
RAÄ-nummer Säve 133:1 och Säve 134:1 och benämns Borres håla och Borres slott